# Codi Miller-McIntyre
Pour les articles homonymes, voir Miller et McIntyre.
Codi Miller-McIntyre, né le 1er juin 1994 à Charlotte, Caroline du Nord, est un joueur américain naturalisé bulgare de basket-ball. Il évolue au poste de meneur.

## Biographie

### Carrière universitaire
Miller-McIntyre passe ses quatre années universitaires à l'université de Wake Forest où il joue pour les Demon Deacons entre 2012 et 2016.

### Carrière professionnelle
Le 23 juin 2016, lors de la draft 2016 de la NBA, automatiquement éligible, il n'est pas sélectionné.
Le 10 août 2016, il signe son premier contrat professionnel en Belgique à Louvain chez les Leuven Bears.
Le 27 février 2021, il s'engage avec la JL Bourg afin de remplacer Kadeem Allen pour la fin de la saison de Jeep Élite.
Le 13 juillet 2021, il signe un contrat d'un an avec le Bàsquet Club Andorra,.
En août 2022, à la suite de la relégation du Bàsquet Club Andorra en deuxième division espagnole, il rejoint le club turc de Gaziantep.
Le 17 juillet 2023, Miller-McIntyre signe un contrat de deux ans avec le Saski Baskonia.
En juillet 2024, il s'engage pour deux saisons avec le club serbe de l'Étoile rouge de Belgrade, évoluant en Euroligue.

## Palmarès
- All-ACC Honorable Mention (Media) - 2015

## Statistiques

### Universitaires
| Saison    | Équipe      | Matchs | Titul. | Min./m | % Tir | % 3pts | % LF | Rbds/m. | Pass/m. | Int/m. | Ctr/m. | Pts/m. |
| --------- | ----------- | ------ | ------ | ------ | ----- | ------ | ---- | ------- | ------- | ------ | ------ | ------ |
| 2012-2013 | Wake Forest | 30     | 29     | 28,9   | 41,4  | 32,3   | 56,5 | 2,73    | 2,60    | 0,63   | 0,03   | 8,13   |
| 2013-2014 | Wake Forest | 32     | 31     | 32,3   | 43,3  | 20,0   | 62,8 | 3,06    | 4,22    | 0,75   | 0,03   | 12,59  |
| 2014-2015 | Wake Forest | 32     | 32     | 31,5   | 45,0  | 28,4   | 64,4 | 4,78    | 4,28    | 1,00   | 0,34   | 14,53  |
| 2015-2016 | Wake Forest | 23     | 20     | 30,5   | 41,3  | 32,6   | 65,6 | 4,48    | 4,00    | 0,78   | 0,09   | 9,43   |
| Carrière  | Carrière    | 117    | 112    | 30,8   | 43,1  | 27,8   | 63,1 | 3,73    | 3,78    | 0,79   | 0,13   | 11,36  |

### Professionnelles
| Saison    | Équipe        | Matchs | Titul. | Min./m | % Tir | % 3pts | % LF | Rbds/m. | Pass/m. | Int/m. | Ctr/m. | Pts/m. |
| --------- | ------------- | ------ | ------ | ------ | ----- | ------ | ---- | ------- | ------- | ------ | ------ | ------ |
| 2016-2017 | Louvain Bears | 10     | 10     | 34,3   | 47,9  | 28,0   | 83,7 | 3,70    | 5,70    | 1,40   | 0,10   | 19,00  |

Mise à jour le 1er décembre 2016